# Uranophora cauca
Uranophora cauca är en fjärilsart som beskrevs av Embrik Strand 1920. Uranophora cauca ingår i släktet Uranophora och familjen björnspinnare. Inga underarter finns listade i Catalogue of Life.